# 埋木舎

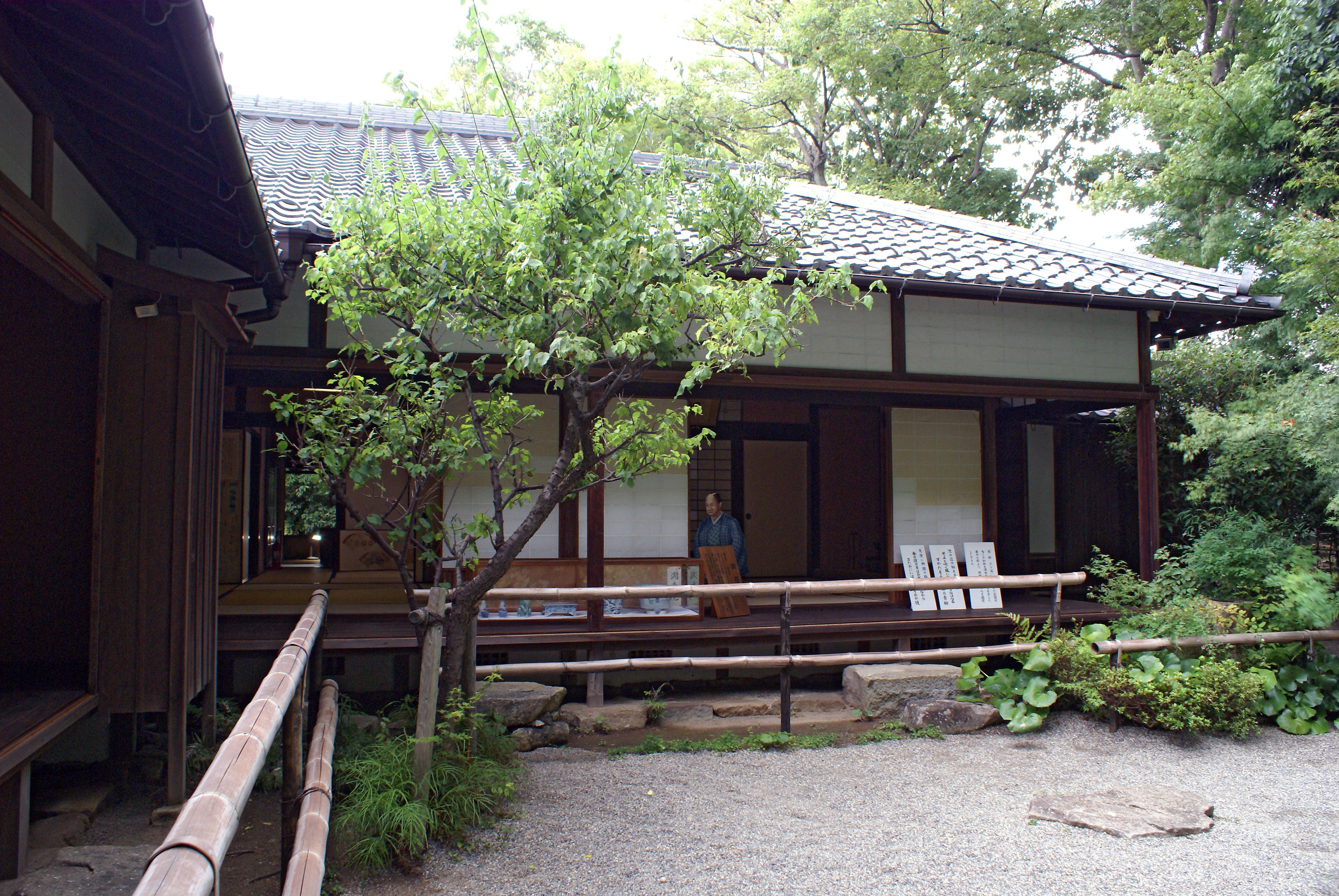
中庭より

埋木舎（うもれぎのや）は、滋賀県彦根市尾末町にある、旧彦根藩主井伊家の屋敷跡。

## 概要
彦根城佐和口御門に近い中堀に面した質素な屋敷で、創建は宝暦9年（1759年）頃と見られる。井伊家の十四男として生まれた井伊直弼が13代彦根藩主となるまで、天保2年（1831年）以後15年に及ぶ不遇の部屋住み時代を過ごした屋敷として有名で、「埋木舎」は直弼の命名である。本来は「尾末町御屋敷」あるいは「北の御屋敷」の名で呼ばれていた。発掘調査により、建物は建て替えにより6期の変遷が確認されている。敷地は国の特別史跡「彦根城跡」に含まれる。また、入場料があり、大人300円、高校生・大学生200円、小学生・中学生100円となっている

### 控屋敷
井伊家では、藩主の子であっても世子以外は、他の大名家に養子に行くか、家臣の養子となってその家を継ぐか、あるいは出家して寺に入るのが決まりとされていた。行き先が決まらない間は、父が藩主の間は下屋敷（槻御殿）で一緒に暮らすが、兄が藩主になると城下の「控え屋敷」に入り、宛行扶持（あてがいぶち、捨扶持（すてぶち））をもらって暮らすこととされていた。「埋木舎」こと「尾末町御屋敷」（「北の御屋敷」）はそうした控え屋敷の一つで、下屋敷のような立派な建物でもなく、建材も一段下で大名の家族の住居としてはきわめて質素であり、中級藩士の屋敷とほぼ同等である。
彦根藩10代藩主で直弼の祖父にあたる井伊直幸も、25歳で藩主を継ぐまではこの尾末町御屋敷に暮らしていた。その経験から、控屋敷に暮らす井伊家の子弟教育に力を注いだと言われる。

## 名称の由来
彦根藩主の十四男として生まれた井伊直弼は5歳のとき母を失い、17歳のとき隠居していた父井伊直中（11代藩主）が亡くなり、弟の井伊直恭とともにこの控え屋敷（尾末町御屋敷、北の御屋敷）に入った。300俵の捨扶持の部屋住みの身分であった。3年余りして直弼20歳のとき、養子縁組の話があるというので弟とともに江戸に出向くが、決まったのは弟の縁組（直恭は日向国延岡藩内藤家7万石の養子となる）だけで、直弼には期待むなしく養子の話がなかった。直弼はしばらく江戸にいたが彦根に帰り、次のような歌を詠んでいる。
自らを花の咲くこともない（世に出ることもない）埋もれ木と同じだとして、逆境に安住の地を求めてその居宅を「埋木舎」と名づけ、それでも自分には「為すべき業」があると精進した。

## 景観
埋木舎には柳が植えられていた。直弼は柳をことのほか愛し、号にも「柳王舎」を使うことが多かった。また、直弼はある時、外出先で非常に立腹する事があったが、帰宅して庭に植えられた柳を見て
という句を読み心を落ち着けたといわれる。
なお、この屋敷には直弼が「澍露庵（じゅろあん）」と名付けた小さな茶室があった。

## 発掘調査
1985年以降の6次にわたる発掘調査で、建物は6期にわたる建て替えの変遷が確認されている。母屋棟からは、北（玄関を入って左奥、来客用）・東（奥座敷につらなる一帯）にIV期に属するトイレ遺構を確認している。うち東のトイレは遺存状況が良好で、礎石列で区画されたトイレ空間のなかに2連の甕形汲取式トイレを確認している。甕には、漏らさない工夫として羽が付いており、大便用は羽まで地中に埋め込んでいるが、小便用は、口をやや傾けて地上に設置している。なお、台所棟からも3か所トイレが確認されている。　

## 埋木舎時代の井伊直弼
部屋住み時代の直弼は、のちに腹心となる長野主膳に国学を、さらに曹洞禅、儒学、洋学を学んだ。禅では「有髪の名僧」と呼ばれるほどであったという。書、絵、和歌のほか、剣術・居合・槍術・弓術・ 砲術・柔術などの武術、乗馬、茶の湯など多数の趣味に没頭し、特に居合では新心流から新心新流を開いた。茶の湯では「宗観」の名を持ち、石州流を経て一派を確立した。著書『茶湯一會集』巻頭には有名な「一期一会」がある（この言葉は利休七哲の山上宗二が著した「山上宗二記」が初出だとも言われる）。他にも能面作りに没頭し、能面作りに必要な道具を一式揃えていた。また、湖東焼、楽焼にも造詣が深かったという。半面では世捨て人のような諦念を抱きつつも、半面では「余は一日4時間眠れば足りる」として文武両道の修練に励んでおり、苦悩と屈託の多い青春であったことがうかがい知れる。直弼の日記として『埋木舎の記』がある。

## 復元と公開
この館は1871年（明治4年）、払い下げによって大久保氏の所有になり、現在に至る。
1984年（昭和59年）の豪雪で倒壊したため、11月28日から修理に入った。
この修復について、1985年（昭和60年）2月に彦根市が一般公開を条件として助成を決め、同年には国から補助金が出ることになり、同年10月から解体し、約4年かけて全面的に解体修理を進め、直弼が住んでいたころのように復元した。
そして、1991年（平成3年）3月27日に完工記念式を行い、同年4月1日から内部も一般公開された（有料）。
なお、この全面的な解体工事に合わせて発掘調査なども行なわれ、解体前に築後約380年とされていたものが、宝暦9年（1759年）頃創建とされるなど様々な新事実が判明し、当主の大久保治男駒澤大学教授が1991年（平成3年）に『埋木舎 井伊直弼の青春』 を出版した。

## 所在地
- 滋賀県彦根市尾末町1-11

## 交通アクセス
- JR琵琶湖線（東海道本線）・近江鉄道本線（彦根・多賀大社線）彦根駅から徒歩10分。